# Анополи (дем Сфакия)
 Тази статия е за селото в Сфакия.  За селото край Ираклио вижте Анополи (дем Херсонисос).  
Ано̀поли (на гръцки: Ανώπολη, катаревуса Ανώπολις, Анополис) е село в Република Гърция, разположено на остров Крит. Селото е част от дем Сфакия и има население от 370 души.

## Личности
Родени в Анополи
- Даскалоянис (1725 - 1771), водач на критско въстание против османците
- Георгиос Сейменис (1881 – 1903), деец на Гръцката въоръжена пропаганда в Македония
- Йоанис Каравитис, гръцки революционер, деец на Гръцката въоръжена пропаганда в Македония